# Educación de la Tecnología

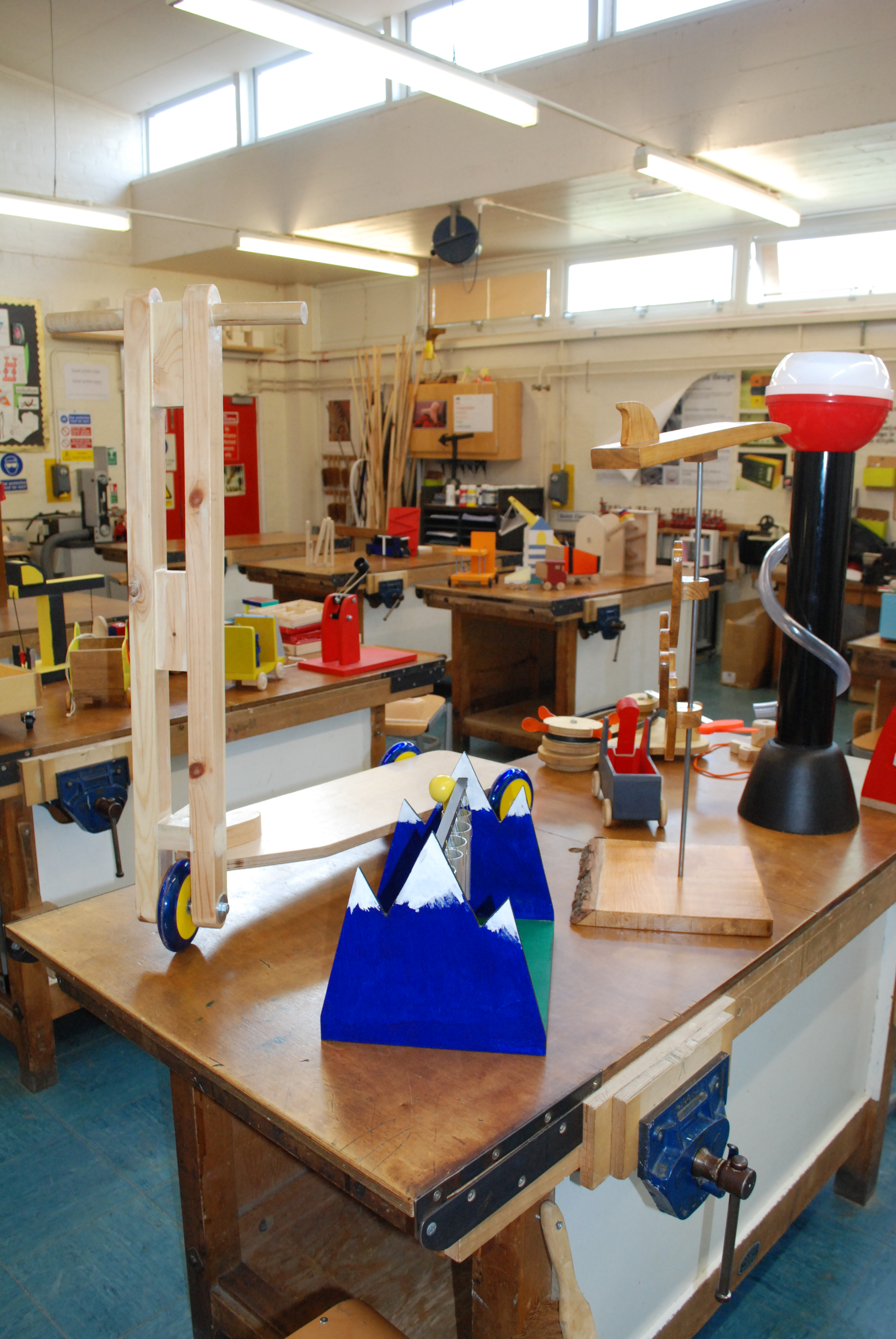
"La educación tecnológica es la puerta al futuro: conecta ideas, fomenta la innovación y transforma sociedades."

Educación de la Tecnología es el estudio de la tecnología, en el cual los estudiantes aprenden acerca del proceso y del conocimiento relacionados con la tecnología. Como campo de estudio, esta cubre la habilidad humana para formar y cambiar el mundo físico hasta encontrar necesidades, por medio de la manipulación de herramientas y materiales con las técnicas necesarias.